# Сервисс, Гарретт (писатель)
Гарретт Патнем Сервисс (в ряде русскоязычных источников — Гаррет Сервис, англ. Garrett Putnam Serviss, 1851—1929) — американский астроном-популяризатор и один из зачинателей американской журнальной научной фантастики.
Гарретт П. Сервисс 24 марта 1851 года родился в городе Шарон-Спрингс штата Нью-Йорк. Учился в Корнеллском университете, окончил Колумбийский университет со степенью юриста. Однако основным занятием избрал журналистику и научно-популярную литературу. Он публиковал популяризаторские статьи по астрономии сначала в нью-йоркской газете «Tribune», а затем перешёл в «Sun», в которой работал с 1882 года штатным автором и ночным редактором. В конце 1880-х Сервисс издал несколько научно-популярных книг по астрономии — «Астрономия с театральным биноклем» (англ. Astronomy with an opera-glass, 1888) и «Эволюция Солнца и планет» (англ. Solar and planetary evolution, 1889). В 1892 году Сервисс решил расстаться с газетной журналистикой и начал читать платные лекции, которые быстро стали популярными. Доход от лекций позволил ему совершить несколько путешествий в Европу, но лекциями и путешествиями Сервисс не ограничивался: он продолжал публиковать популярные статьи и книги, вёл вечерние астрономические курсы в школах, а также стал одним из основателей Американского Астрономического Общества.
В 1898 году Гарретт П. Сервисс написал по заказу еженедельника «New York Journal» продолжение романа Герберта Уэллса «Война миров», которое было опубликовано под названием «Эдисоновское завоевание Марса» («Edison’s Conquest of Mars») и пользовалось большим успехом у публики. Сервисс продолжил писать научную фантастику. В 1900 году он выпустил роман «Лунный металл» (англ. The Moon Metal), в котором таинственный фантастический металл порождает новый всемирный денежный стандарт.

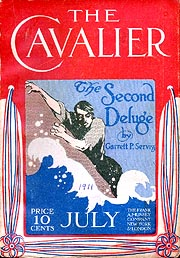
Журнал Cavalier (июль 1911 года) с романом Гарретта П. Сервисса «Второй потоп»

Настоящее признание пришло к Сервиссу только после того, как его произведения начали публиковать набравшие силу pulp-журналы. В 1909 году Srap Book напечатал роман «Небесный пират» (англ. The Sky Pirate), а All-Story — роман «Колумб в космосе» (англ. A Columbus in Space). Действие обоих романов разворачивалось в межпланетном пространстве, причём в первом космический полёт к Венере осуществляется на ракете с атомным приводом. В романе «Второй потоп» (англ. The Second Deluge), который вышел в 1911 году в журнале Cavalier), поднимается уровень океанов Земли и цивилизация гибнет; спасаются только те, кто оказался на огромном «ноевом ковчеге». В 1915 году в журнал Argosy опубликовал его последнее крупное произведение — повесть «Лунная девушка» (англ. The Moon Maiden).
Гарретт П. Сервисс скончался 25 мая 1929 года.